# Peritrechus geniculatus
Peritrechus geniculatus ist eine Wanze aus der Familie der Rhyparochromidae.

## Merkmale
Die Wanzen werden 5,0 bis 5,9 Millimeter lang. Arten der Gattung Peritrechus besitzen nur einen oder zwei Sporne an den Schenkeln (Femora) der Vorderbeine. Wie auch bei der Gattung Scolopostethus tragen sie einen blassen Fleck an beiden Seiten des Pronotums, der teilweise aber nicht gut zu erkennen ist. Die Art ist Peritrechus nubilus ähnlich, ihr drittes Fühlerglied ist aber gleich dick, oder dicker als das erste und das Pronotum ist mehr langgestreckt. Außerdem ist die Musterung auf der Oberseite des Körpers in der Regel etwas weniger kräftig ausgeprägt.

## Verbreitung und Lebensraum
Die Art ist vom nördlichen Mittelmeerraum bis in den Süden Skandinaviens und östlich bis in den Westen Sibiriens, den Kaukasus und die Kaspische Region verbreitet. Sie ist in Mitteleuropa weit verbreitet und häufig und steigt in den Alpen bis etwa 1000 Meter Seehöhe. Sie ist die häufigste Art der Gattung in Mitteleuropa. In Großbritannien ist sie im Süden, vor allem im Südosten, häufig. Besiedelt werden offene bis halbschattige, trockene bis mäßig feuchte Gebiete mit Bewuchs von Süßgräsern (Poaceae). Es gibt offenbar keine Präferenz bei der Bodenbeschaffenheit. Am häufigsten sind sie allerdings auf sandigen Böden.

## Lebensweise
Die Tiere leben am Boden und auf den Pflanzen. Sie sind nicht an bestimmte Nahrungspflanzen gebunden, es wird jedoch vermutet, dass sie das Vorhandensein von Süßgräsern benötigen. Die Imagines überwintern und werden wieder im Frühjahr aktiv.

## Belege